# Syncarpella tumefaciens
Syncarpella tumefaciens är en svampart som först beskrevs av Ellis & Harkn., och fick sitt nu gällande namn av Theiss. & Syd. 1915. Syncarpella tumefaciens ingår i släktet Syncarpella och familjen Cucurbitariaceae.   Inga underarter finns listade i Catalogue of Life.